# Jessica Grabowsky
Jessica Grabowsky (ur. 8 kwietnia 1980 w Siilinjärvi) – fińska aktorka. Za rolę w filmie Ślady naszej przeszłości z 2011 roku była nominowana do nagrody Jussi za najlepszą żeńską rolę pierwszoplanową. W 2007 roku ukończyła studia w Akademii Teatralnej w Helsinkach.

## Życiorys
Urodziła się w Siilinjärvi. Jej babcia była z pochodzenia Rosjanką, która wraz ze swoją matką uciekła z Rosji do Finlandii podczas rewolucji. Matka zaś jest szwedzkojęzyczną Finką wywodzącą się z Ostrobotni. Nazwisko Grabowsky ma polski rodowód.

## Wybrana filmografia
- Ilonen talo (2006)
- Kotikatu (2009–2010)
- Ślady naszej przeszłości (Missä kuljimme kerran, 2011)
- Hulluna Saraan (2012)
- 8-pallo (2013)